# Liszthy család
A köpcsényi és jánosházai báró és gróf Liszthy család egy a XVI. században nemességet nyert család.

## Története
A szász eredetű család első ismert őse Listhy Kristóf, aki szebeni szenátor volt. Ennek a Kristófnak a fia, János, feleségül vette Oláh Miklós érsek unokahúgát, Lukréciát. E házasság révén jutott a család nagyobb birtokokhoz, mert az érsek ezeket kieszközölte Liszthy Jánosnak. Valószínűleg 1560-ban I. Ferdinándtól kapta nemességét a Zaránd vármegyei jószágokkal egyetemben. Szintén ebben a vármegyében volt birtokos a család egy másik tagja, egy bizonyos Balázs. János azonban nem sokkal az adományozás után el is vesztette birtokait és feleségét is. Ezt követően 1568-ban már pap, 5 évvel később pedig már győri püspök lett. Később még királyi kancellárrá is kinevezték, majd pedig Köpcsény várát kapta adományba, ahol aztán haláláig, 1578-ig élt. A család a 17. század első felében bárói rangra, majd pedig 1655-ben Liszthy László személyében grófi rangra emelkedett. A grófi ág nem bizonyult hosszú életűnek, 1679-ben fiával, Györggyel ki is halt.
A család nevét több formában is említik: List, Listi, Listh, Listhy, Liszti, Liszty, Listius. Több tudós, író és költő is kikerült a családtagok közül.

## Nevezetes családtagok
- Liszty Anna, a boszorkányok királya, Thurzó Szaniszló későbbi nádor felesége
- Liszty János, kancelláriai titoknok, veszprémi püspök
- Liszty László, költő, a család grófi címének megszerzője